# Hultelutish-Inshushinak
Hultelutish-Inshushinak, (Elamita: Ḫutelutuš-Inšušinak) hijo del rey Shilhak-Inshushinak I, fue un rey elamita perteneciente a la dinastía de los Shutrukidas, que gobernó alrededor de los años 1120-1100 a. C.. Durante el reinado de Hultelutish-Inshushinak, la nación de Elam fue objeto de intensos ataques por parte del rey Nabu-kudurri-usur I (Nabuconodosor) de la Segunda Dinastía de Isin de Babilonia.

## Fondo

### La situación política en el momento de la llegada al poder de Hutelutush-Inshushinak
Cuando Hultelutish-Inshushinak fue coronado (1120 a. C.), se habían producido una serie de cambios políticos importantes que afectarían al reinado de Hultelutish-Inshushinak.

#### El colapso de la Edad del Bronce
A partir del año 1200 a. C., se desarrolló una cadena de desastres que provocaron el colapso de la Edad del Bronce Final, que vio el declive de muchas sociedades y civilizaciones en todo el Cercano Oriente. Lamentablemente, mientras otras civilizaciones estaban en decadencia, los elamitas aprovecharon la decadencia de sus vecinos y prosperaron.

#### Babilonia
En Babilonia, tras la retirada de los elamitas, un hombre llamado Marduk-kabit-aḫḫešu tomó el trono, dando inicio a una dinastía nativa babilónica que duraría 131 años. Su pariente, Nabu-kudurri-usur I (ahora conocido por su nombre en el idioma griego: Nabucodonosor I ) ascendió al trono babilónico en 1121 a. C..

#### En la tierra asiria
El imperio Asirio medio había estado en decadencia desde el reinado de su rey Aššur-nadin-apli, quien incautado el control del país en 1207 a.C. de su padre, Tukulti-Ninurta I. Cuando Hultelutish-Inshushinak fue coronado el rey de Elam, Aššur-reša-iši I era el rey asirio, llegando al poder en el año 1132 a. C.

### Dinastía Shutrukida
Los predecesores de Hultelutish-Inshushinak, los reyes Shutruk-Nahhunte, Kutir-Nahhunte III y Shilhak-Inshushinak, gobernaron durante un apogeo del poder elamita hacia el final del Período Elamita Medio. Shutruk-Nahhunte invadió el Reino de Babilonia, expulsando a la dinastía Kassite, que habían gobernado en Babilonia durante cuatro siglos. Cuando entró en la ciudad de Babilonia, Shutruk-Nahhunte tomó como botín muchas estatuas antiguas, entre las que se encontraba el monumento de la victoria de Naram-Sin, el cuarto rey del Imperio acadio, y la estatua del dios Marduk. Los hijos de Shutruk-Nahhunte, Kutir-Nahhunte y Shilhak-Inshushinak, controlaban un reino fuerte que abarcaba muchas ciudades, especialmente Shilhak-Inshushinak, quién controlaban un imperio elamita que se extendía hasta el norte del río Bajo Zab, en la frontera del imperio asirio.

## Reinado
El año de acceso de Hultelutish-Inshushinak es bastante desconocido, tuvo lugar alrededor del 1120 a. C. Como rey de Elam, tenía acceso a muchos recursos naturales que se comercializaban con Mesopotamia, como sugieren muchos documentos administrativos. Pronto parece que Hultelutish-Inshushinak tuvo problemas con el rey babilónico, Nabucodonosor I.

### La incursión de Nabucodonosor

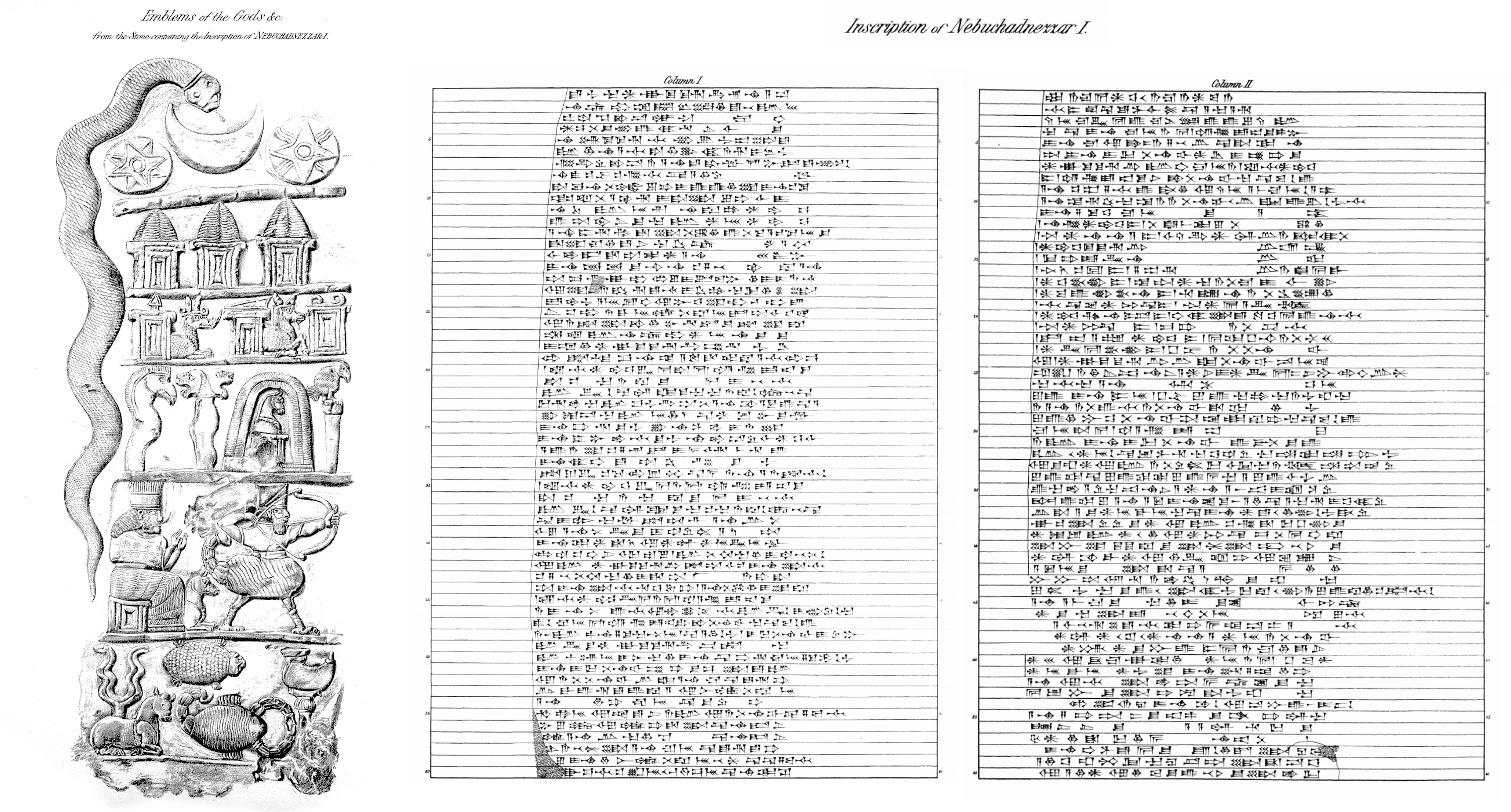
El kudurru de Šitti-Marduk, que conmemora la victoria de Nabucodonosor sobre Elam.

Nabucodonosor I invadió Elam por primera vez alrededor de 1115 a. C., pero, según tradiciones posteriores, esta expedición terminó en fracaso cuando sus soldados fueron afectados por la plaga. Invadió una segunda vez y se encontró con Hultelutish-Inshushinak y sus tropas en el río Ulai. Según un kudurru, una piedra fronteriza babilónica, en medio de la batalla, apareció una tormenta de polvo que oscureció la visión de los soldados babilónicos. Después de que se calmó el polvo, Hultelutish-Inshushinak no apareció por ningún lado. Nabucodonosor procedió a saquear Susa, recuperó la estatua de Marduk y la devolvió a Babilonia.

### Decadencia de Elam
Hasta hace poco, los estudios sugerían que Hultelutish-Inshushinak desapareció después del ataque, sin embargo ahora se cree que simplemente trasladó la capital a la ciudad de Anshan, ubicado dentro de las montañas de Zagros. Después de esto, el reino elamita comenzó a declinar. Tras la muerte de Hultelutish-Inshushinak, solo se registran dos reyes elamitas medios más: Shilhina-hamru-Lagamar, hijo de Šilḫak-Inšušinak, y Humban-numena II, de descenso incierto. Después de estos reyes, no hay ningún rey atestiguado hasta Humban-tahrah de la Primera Dinastía Neoelamita, 350 años después.